# Municipio de Carr (Carolina del Norte)
El municipio de Carr (en inglés: Carr Township) es un municipio ubicado en el  condado de Durham en el estado estadounidense de Carolina del Norte. En el año 2010 tenía una población de 3.064 habitantes.

## Geografía
El municipio de Carr se encuentra ubicado en las coordenadas 35°57′30.53″N 78°45′44.02″O / 35.9584806, -78.7622278.